# Římskokatolická farnost Třebětice u Holešova
Římskokatolická farnost Třebětice u Holešova je územní společenství římských katolíků s farním kostelem svatého Vendelína v děkanátu Holešov. 

## Historie farnosti
První písemná zmínka o obci pochází z roku 1339. Farní kostel sv. Vendelína byl postaven v roce 1794.

## Duchovní správci
Administrátorem excurrendo je od července 2011 R. D. Mgr. Jerzy Krzysztof Walczak.

## Bohoslužby
| Kostel            | Místo     | Bohoslužba (den) | Hodina                                   | Poznámka     |
| ----------------- | --------- | ---------------- | ---------------------------------------- | ------------ |
| svatého Vendelína | Třebětice | neděle pondělí   | 9.30 16.30 (zimní čas)/17.30 (letní čas) | farní kostel |

## Aktivity ve farnosti
Ve farnosti se pravidelně koná tříkrálová sbírka. V roce 2017 činil její výtěžek 10 608 korun.